# Puerto de Serranillos
El puerto de Serranillos es un paso de montaña en la provincia de Ávila, en España. Se encuentra ubicado en plena Sierra de Gredos, un subsistema del Sistema Central, cordillera situada en el centro de la península ibérica. Tiene una altitud de 1575 m s. n. m.

## Datos
El puerto de Serranillos, por su vertiente norte, se alcanza desde la localidad de Serranillos, a través de la AV-913, tras recorrer 18 km con un desnivel de 721 m s. n. m. y una pendiente media del 4%.
En su vertiente sur, su acceso es desde San Esteban del Valle, donde se puede llegar por el puerto del Pico en la N-502. Esta vertiente sur tiene una distancia de 16,2 km, con un desnivel de 811 m s. n. m. y una pendiente media del 5,1%.
Serranillos alcanzó gran repercusión mediática tras su paso durante la 17.ª etapa de la Vuelta a España 1983, pues en sus rampas desencadenó el francés Bernard Hinault el ataque con el que eliminaría a sus principales rivales, especialmente a Julián Gorospe, y sentenciaría la carrera.